# Moto Club Cingles de Bertí

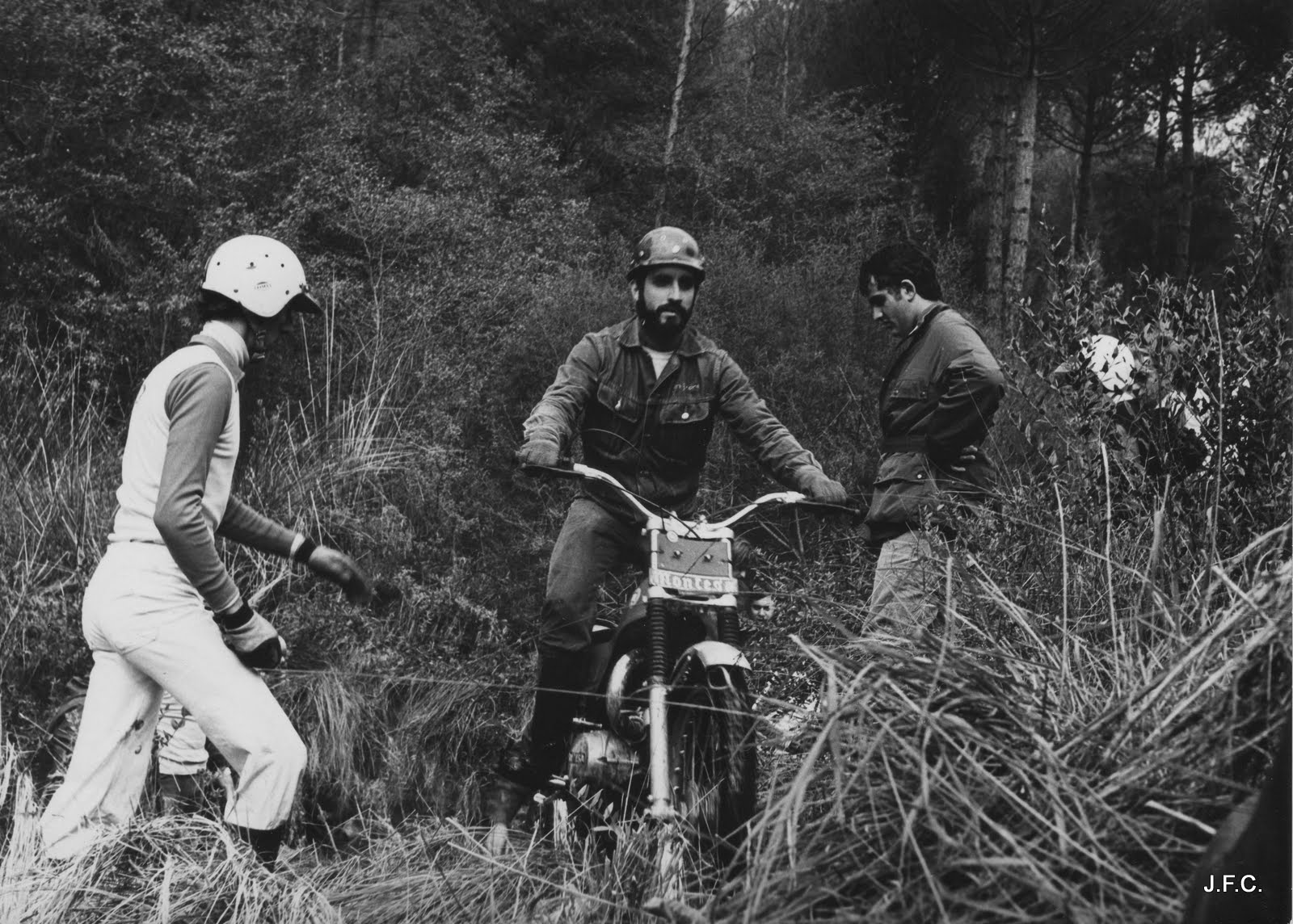
El president del MCCB, Ildefons Vilanova (amb casc blanc), observant Joan Font durant uns entrenaments el 1975

El Moto Club Cingles de Bertí, abreujat MCCB, és una entitat esportiva catalana dedicada al motociclisme que fou fundada a Sant Feliu de Codines, Vallès Oriental, el 1970. Fou creat per un grup de joves liderats per Ildefons Vilanova els quals, inspirats pels Tres Dies de Santigosa, decidiren organitzar una nova prova de mitja durada un cop celebrats els Sis Dies d'Escòcia de Trial. El resultat foren els Tres Dies dels Cingles, estrenats el 1973, tot un referent entre els trials internacionals durant dècades. Altres competicions organitzades per l'entitat són el Trial de Sant Feliu, el Trial de Gallifa, diferents proves del Campionat de Catalunya de trial i, des del 2006, la Copa Catalana de clàssiques.